# Janko Alberti
Janko Alberti, (Split, prije 1430. – Split, 1493.) hrvatski ratnik i vojskovođa.
Potjecao je iz splitske plemićke porodice Alberti (de Albertis, degli Alberti, Obirtić), poznat je i kao ujak Marka Marulića (kojem je mati bila Jankova sestra Dobrica). Supruga mu je bila Marija Marcello, nećaka mletačkog dužda.
Istakao se kao konjički zapovjednik, odnijevši važne pobjede nad tada nadirućim Turcima. Mletačke vlasti su mu zbog iznimne hrabrosti i iskazane
vojne vještine dodijelile naslov viteza (spectabilis eques). Kao ugledni splitski patricij obnašao je važne dužnosti u Splitu pa je nekoliko puta (1454., 1462., 1476. i 1487. g.) bio izabran za općinskog suca (iudex commune).
Portret njega i supruge vjerojatno je prikazan na zavjetnoj slici Bogorodice Zaštitnice (rad talijanskog slikara Benedetta Diane) u Franjevačkoj crkvi na Poljudu, koja je pripadala oltaru Bratovštine Gospe od Poljuda, i za koju se smatra da joj je bio naručiteljem.
Pokopan je u splitskoj prvostolnici, čime mu je iskazano osobito poštovanje. Na nadgrobnoj ploči koja se danas nalazi izložena uz njen južni ulaz prikazan je kao vitez u raskošnom kasnogotičkom oklopu.

## Vanjske poveznice
- M. Kunčić, Utjecaj povijesnih zbivanja na kreiranje ikonografskih sadržaja zavjetnih slika. (...), Croatica Christiana Periodica Vol.55,˙(2005.)

- Majka Marka Marulića nije bila Talijanka!, Colloquia Maruliana XV (2006.)